# Jan Długosz z Niedzielska
Jan Długosz z Niedzielska pod Wieluniem herbu Wieniawa (zm. 1444) – rycerz, starosta nowokorczyński i brzeźnicki. 
Ojciec czternastu synów z dwiema żonami, w tym trzech synów o imieniu Jan (między innymi Jana Długosza, kronikarza). Uczestnik bitwy pod Grunwaldem, walczył w chorągwi ziemi wieluńskiej za co otrzymał starostwo brzeźnickie. Pochowany w Wieluniu, w krypcie nieistniejącego już kościoła św. Michała.